# Dzwon (instrument)

Części typowego dzwonu: 1. jarzmo, 2. korona, 3. hełm (głowa), 4. krawędź górna, 5. płaszcz 6. wieniec, 7. krawędź dolna (warga), 8. usta, 9. serce dzwonu, 10. linia paciorka

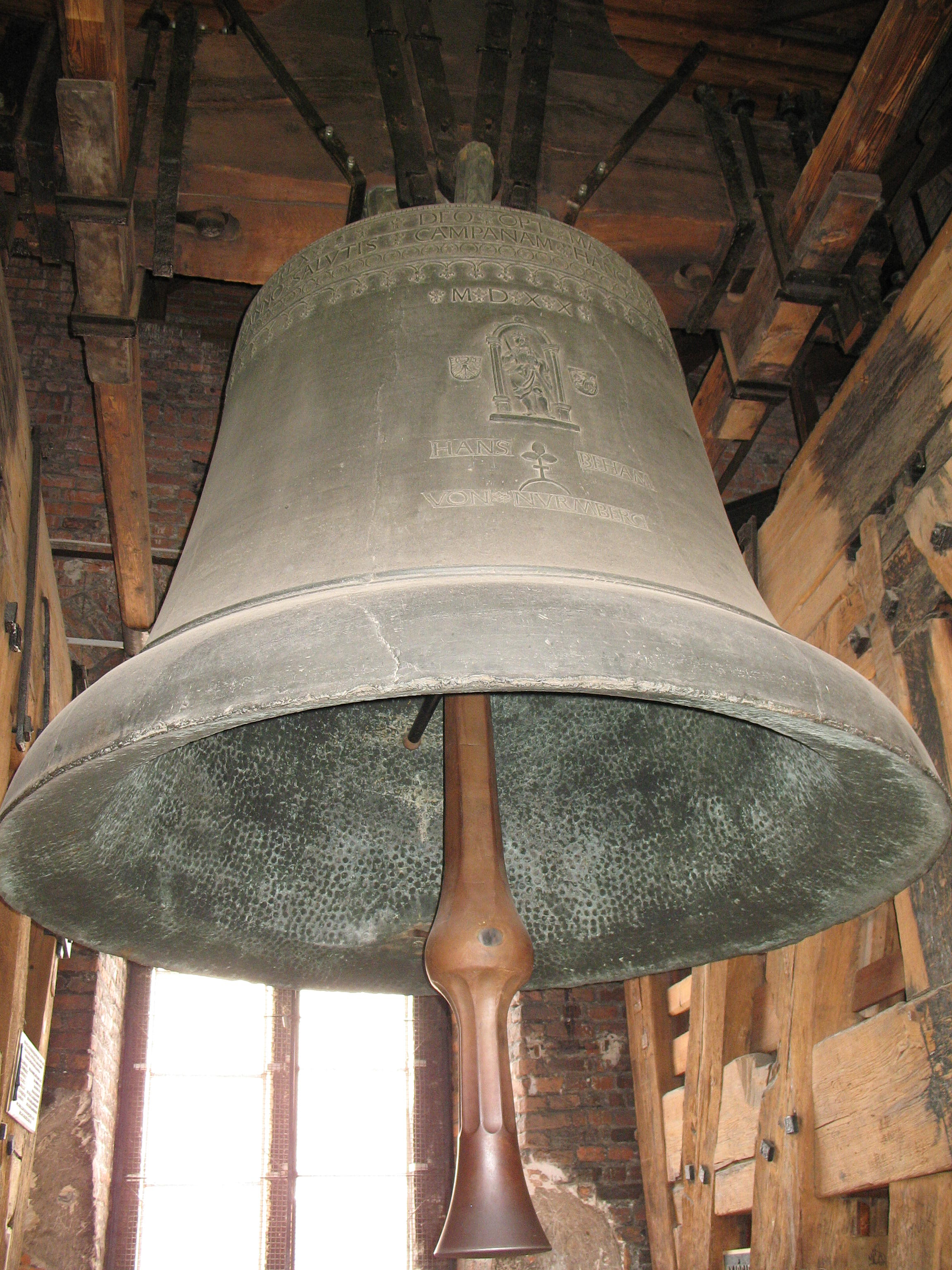
Klasyczny dzwon z sercem. Dzwon Zygmunt na Wawelu

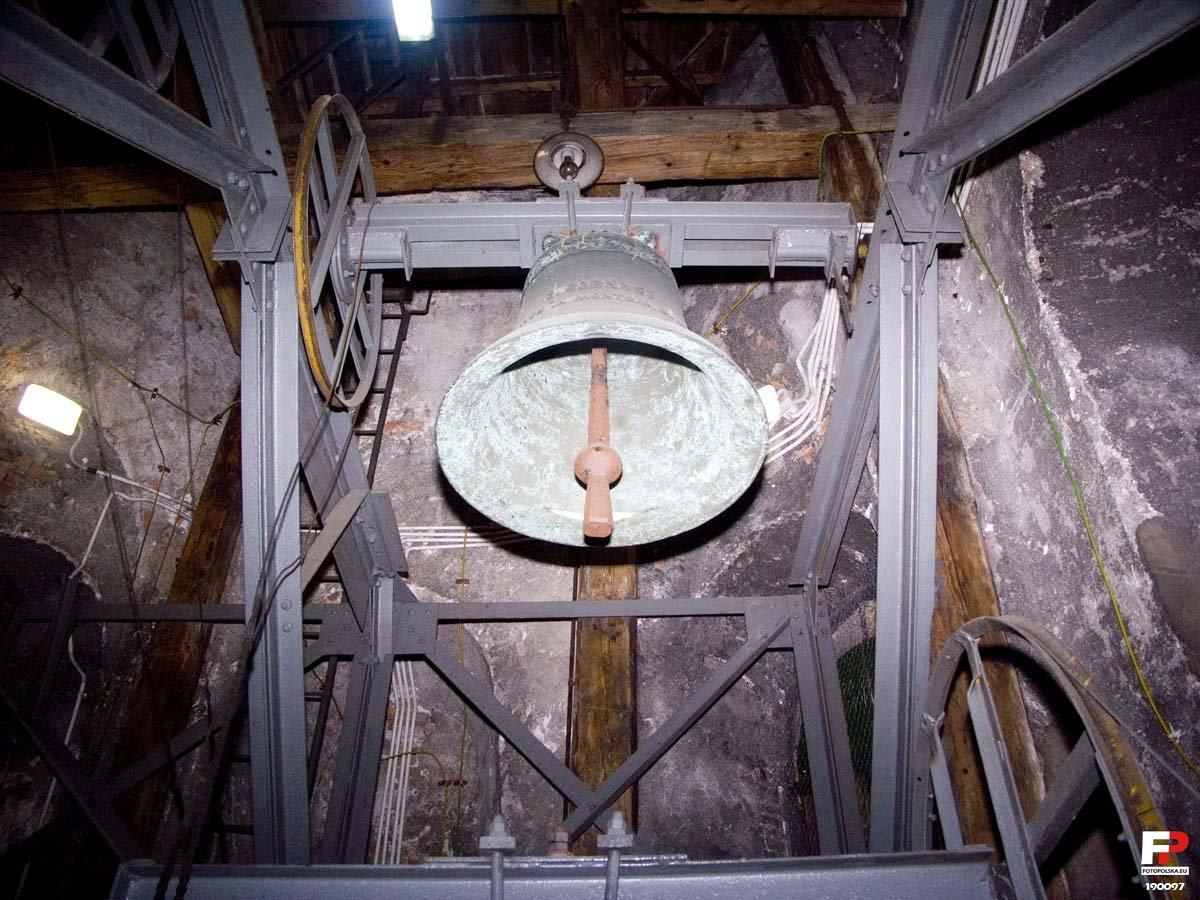
Dzwon w wieży bazyliki św. Erazma i św. Pankracego w Jeleniej Górze

Dzwon – instrument muzyczny należący do grupy idiofonów naczyniowych. Dzwon jest instrumentem perkusyjnym, gdyż źródłem dźwięku jest drganie całego instrumentu, pobudzanego uderzeniami serca lub bezpośrednimi uderzeniami za pomocą innego przedmiotu np. belki lub bijaka. Oprócz samodzielnych egzemplarzy, używanych głównie do celów sygnalizacyjnych i religijnych, istnieją również zespoły odpowiednio nastrojonych dzwonów, tworzących większe instrumenty – carillony. Uderzanie poszczególnych dzwonów w odpowiedniej kolejności pozwala na wygrywanie melodii i utworów wielogłosowych, wybijanych ręcznie czy za pośrednictwem specjalnej klawiatury przez carillonistę lub zaprogramowanej odpowiednim mechanizmem.

## Rodzaje dzwonów
Dzwony można podzielić na kloszowe, kuliste z sercem, kuliste bez serca (grzechotkowe), bezsercowe głębokie i bezsercowe płytkie. Materiałami wykorzystywanymi do budowy dzwonów dużych jest brąz, spiż lub staliwo, mniejsze mogą być wykonane z mosiądzu, szkła, ceramiki lub drewna, a także z tworzyw sztucznych.

## Budowa
Klasyczny dzwon składa się (patrząc od góry ku dołowi) z korony, hełmu, krawędzi górnej, płaszcza, wieńca i krawędzi dolnej. Wewnątrz znajduje się serce. Korony dzwonów wyposażone są w kabłąki (zwykle 4 lub 6) lub trzpienie służące do zawieszenia instrumentu. Dzwon stalowymi taśmami lub klamrami mocowany jest do jarzma, które stanowi ruchomy element zawieszenia. Jarzmo osadzone jest w nieruchomym siedzisku. Wyjątek stanowią dzwony zegarowe, mocowane na sztywno, których konstrukcja nie wymaga stosowania ruchomego jarzma.
Serce dzwonu wykonuje się z miękkiej, kutej stali. Zawieszone jest tak, by uderzało w najgrubszą część płaszcza, tzw. wieniec (zwany również pasem odsercowym lub kołnierzem). Waga serca stanowi zwykle ok. 4% masy całego dzwonu. Dla uzyskania poprawnego dźwięku istotne jest właściwe ukształtowanie serca oraz jego zawieszenie. Nawet nieznacznie przesunięte serce może spowodować pęknięcie lub wyszczerbienie dzwonu.

## Historia dzwonów

### Na świecie

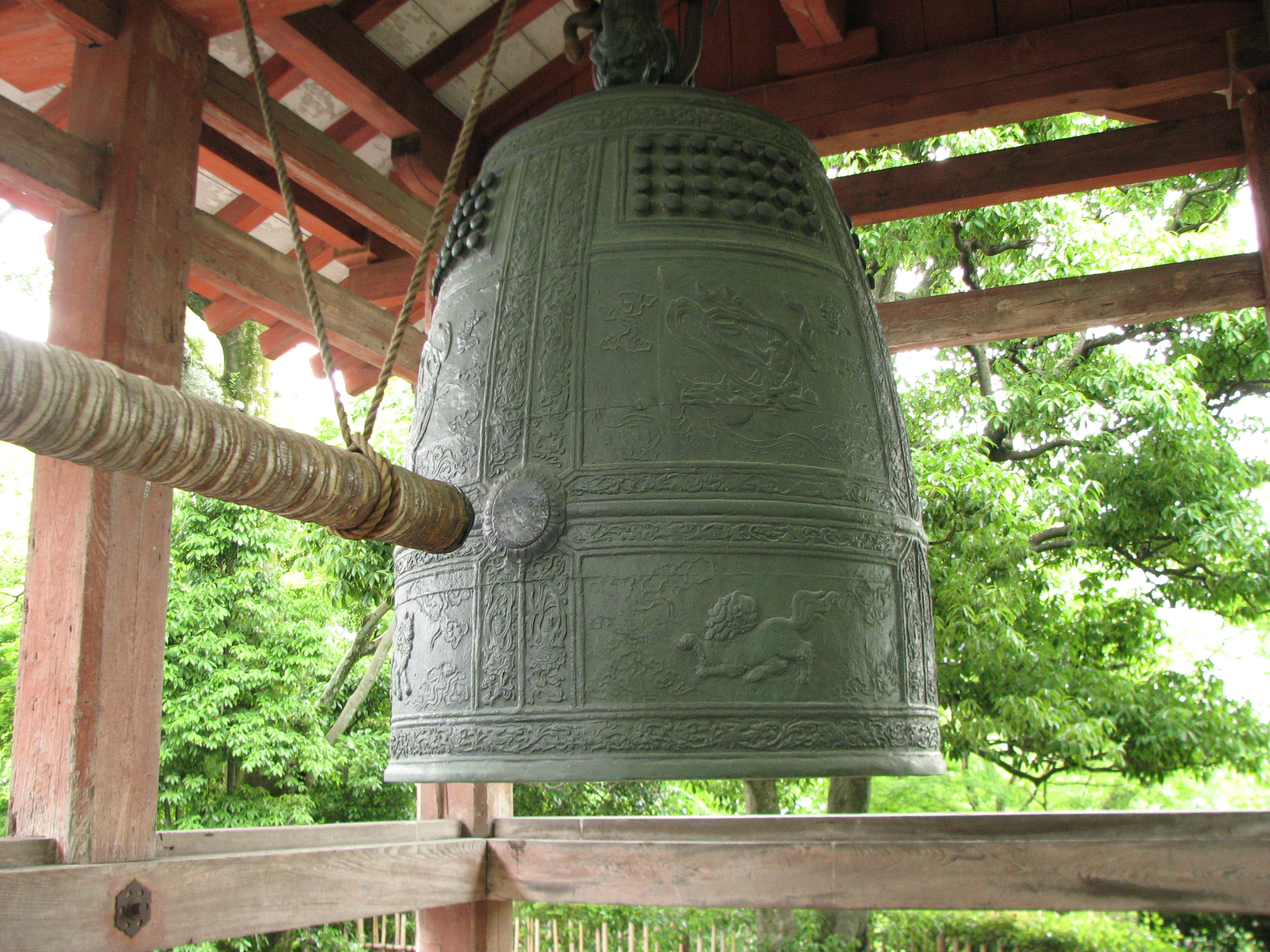
Dzwon bezsercowy (jap. bonshō) w buddyjskiej świątyni Byōdō-in, w Uji, w Japonii

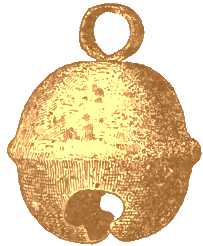
Prekolumbijski dzwonek z miedzi, kultura znad Missisipi

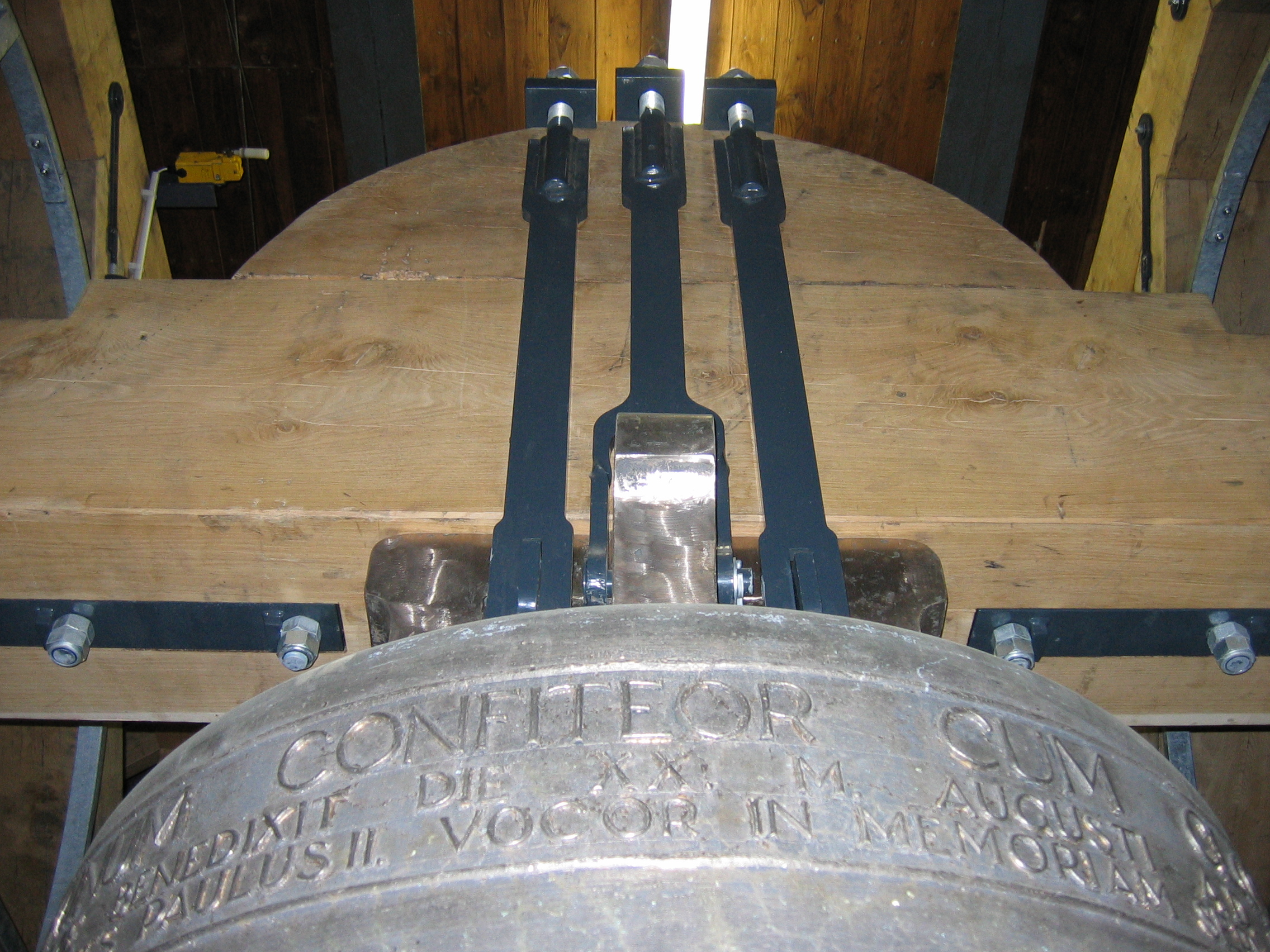
Mocowanie dzwonu do jarzma

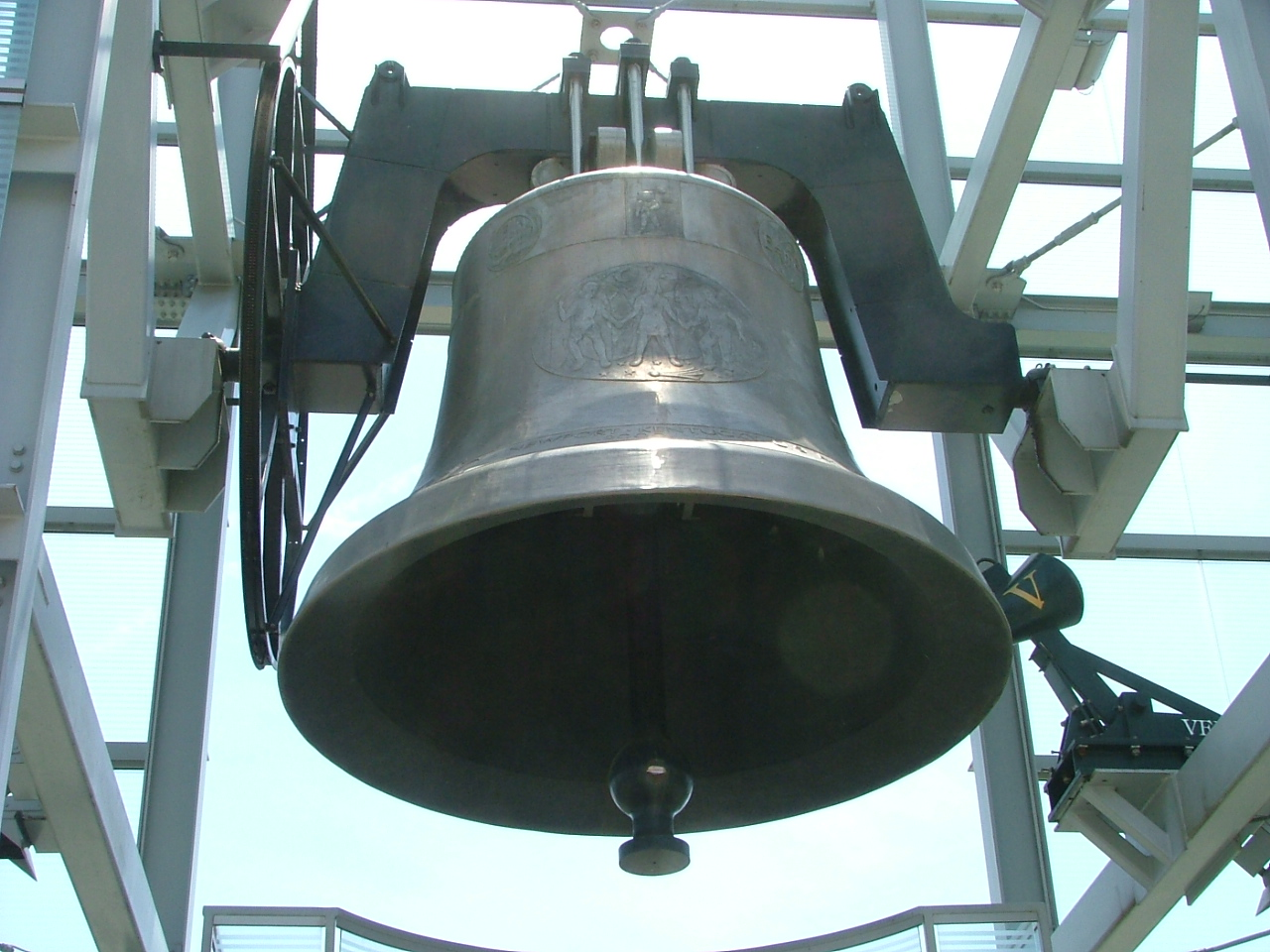
Stalowa konstrukcja dzwonu, widoczne jarzmo i siedzisko

Za ojczyznę dzwonów uważa się Azję. Najstarszy zachowany do dziś instrument pochodzi z IX w. p.n.e. Jest to nieduży dzwonek z brązu, odkopany w pobliżu Babilonu. Dzwony były znane również w Egipcie, Chinach, Indiach, w niektórych częściach Afryki i Ameryki. Dzwonki na szatach kapłana opisane są w Biblii w Księdze Wyjścia. W Chinach legendarne dzwony wiązane są z mitycznym cesarzem Shennongiem (Płomienny Cesarz), który miał zostać poinformowany za pomocą ich dźwięku o buncie w stolicy. Z V w. p.n.e. pochodzą zestawy strojonych dzwonów, zwane bianzhong. Dzwony i dzwonki są obecne od 5000 lat w Indiach, Nepalu i Tybecie. Znajdowane są w grobach władców indiańskich w Ameryce Środkowej i Południowej, znane były Aztekom i Inkom – najstarsze znaleziska pochodzą z 500 r. p.n.e.

### W Europie
W Europie wzmianki o dzwonach pojawiły się już w starożytności – piszą o nich m.in. Plutarch, Pliniusz i Strabon. Początkowo były to instrumenty kute lub nitowane z blach. W IV w. p.n.e. pojawiły się małe dzwonki odlewane, używane najczęściej do celów świeckich. Około V wieku n.e. dzwony pojawiają się we Włoszech i Francji już jako instrumenty obrzędowe. Grzegorz z Tours, biskup i historyk, ok. 580 r. podał jako pierwszy informację o dzwonach, które uruchamiano ciągnąc za linę. Papież Sabinian na początku VII w. wprowadził dzwony do użytku kościelnego. W czasach karolińskich zaczęto wznosić dzwonnice. W roku 865 doża Wenecji Orso I Partecipazio ofiarował cesarzowi bizantyjskiemu Michałowi III dzwon, umieszczony później na dzwonnicy w kościele Hagia Sophia. Był to pierwszy dzwon ustawiony w Europie wschodniej. Został zniszczony w roku 1453 po zajęciu Konstantynopola przez Turków.
W czasie pontyfikatu papieża Jana XIII ok. roku 968 wprowadzono zwyczaj nadawania dzwonom imion, włączając te instrumenty do przestrzeni sacrum.

### W Polsce

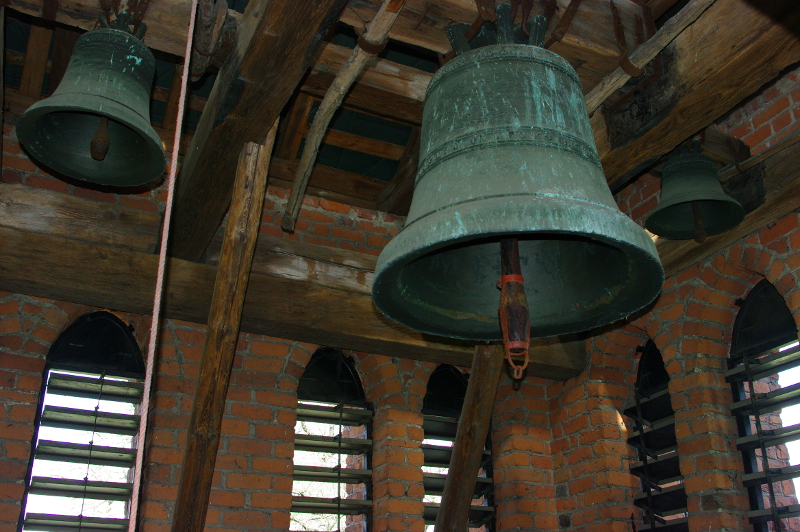
Dzwonnica kościoła św. Jakuba w Sandomierzu

Do Polski dzwony dotarły razem z chrześcijaństwem. W XI w. musiało być ich już wiele, skoro czeski kronikarz Kosmas pisze: „…Na końcu więcej niż na stu wozach wieźli olbrzymie dzwony i wszystek skarb Polski, za nimi postępował niezliczony tłum znakomitych mężów, z rękami skrępowanymi żelaznymi pętami…” (cyt. dot. najazdu Brzetysława I na Polskę w roku 1039). Jest to najstarsza wzmianka o dzwonach na ziemiach polskich.
Najstarszy zachowany dzwon w Polsce znajduje się w katedrze na Wawelu. W literaturze zwany jest Nowak lub Herman, ufundowany około 1271 roku i wisi w Wieży Srebrnych Dzwonów. Drugim jest dzwon Piotr z 1314 roku w kościele oo. Dominikanów w Sandomierzu pw. św. Jakuba. Trzecim w kolejności najstarszym jest dzwon z 1318 roku, nazywany Dzwonem Poranka, Południa i Wieczoru lub Dzwonem Przedbora w bazylice Świętych Apostołów Piotra i Pawła w Strzegomiu. Inne to: uszkodzony Urban z Biecza, odlany w 1382 r., dzwon z Gruszowa, dzwon ze Staniątek, dzwon św. Wawrzyńca z kościoła NMP w Toruniu z 1386 r. oraz dzwon "Jan" z 1389 roku w kościele oo. Dominikanów w Sandomierzu pw. św. Jakuba. Najsłynniejszym polskim dzwonem jest Dzwon Zygmunt, znajdujący się w katedrze wawelskiej, natomiast największym – Dzwon Maryja Bogurodzica z bazyliki Matki Boskiej Licheńskiej w Licheniu.
Jedyne w Polsce Muzeum Dzwonów znajduje się w Przemyślu. W swojej kolekcji posiada m.in. cenne dzwony galicyjskie, gdańskie i toruńskie. Oprócz dzwonów kościelnych można tam też zobaczyć dzwony sygnalizacyjne, zegarowe i okrętowe. Większość kolekcji stanowią jednak dzwony wytworzone w słynnych przemyskich ludwisarniach rodziny Felczyńskich.

### Największe dzwony w Polsce[13]
| lp. | Nazwa              | Miejsce         | Masa (tony) | Średnica | Rok odlania |
| --- | ------------------ | --------------- | ----------- | -------- | ----------- |
| 1.  | Maryja Bogurodzica | Stary Licheń    | 14,7        | 2,88     | 1999        |
| 2.  | Józef              | Stary Licheń    | 11,6        | 2,62     | 2002        |
| 3.  | Władysław          | Warszawa        | 10,0        | 2,5      | 2001        |
| 4.  | Zygmunt            | Kraków          | 9,6         | 2,42     | 1520        |
| 5.  | Maria              | Częstochowa     | 8,2         | 2,27     | 1912        |
| 6.  | Gratia Dei         | Gdańsk          | 7,8         | 2,18     | 1979        |
| 7.  | Vox Dei            | Ustroń-Zawodzie | 7,78        | 2,33     | 2023        |
| 8.  | Jan Chrzciciel     | Przemyśl        | 7,5         | -        | 1936        |
| 9.  | Tuba Dei           | Toruń           | 7,23        | 2,27     | 1500        |
| 10. | Święty Wojciech    | Gniezno         | 6,3         | 2,08     | 1726        |
| 11. | Św. Jakub          | Szczecin        | 5,7         | 2,1      | 1681        |

### Zmiany kształtu dzwonów kościelnych
Proporcje dzwonów zmieniały się na przestrzeni dziejów. Najstarsze zachowanie instrumenty mają kształt wydłużony, a stosunek wysokości (bez korony) do dolnej średnicy wynosi 1,2 i więcej. Od XIV w. stosunek ten zmienił się na ok. 1, czyli średnica równa była wysokości. W XVIII w. wysokość znacznie obniżono, stosując proporcje w granicach 0,78 – 0,82, natomiast od XIX w. powrócono do tradycji gotyckiej.
| Zmiany kształtu dzwonów na przestrzeni dziejów | Zmiany kształtu dzwonów na przestrzeni dziejów | Zmiany kształtu dzwonów na przestrzeni dziejów | Zmiany kształtu dzwonów na przestrzeni dziejów | Zmiany kształtu dzwonów na przestrzeni dziejów |
| 1038                                           | 1398                                           | 1557                                           | 1720                                           | 1839                                           |
| ---------------------------------------------- | ---------------------------------------------- | ---------------------------------------------- | ---------------------------------------------- | ---------------------------------------------- |
|                                                |                                                |                                                |                                                |                                                |

## Ludwisarstwo na ziemiach polskich

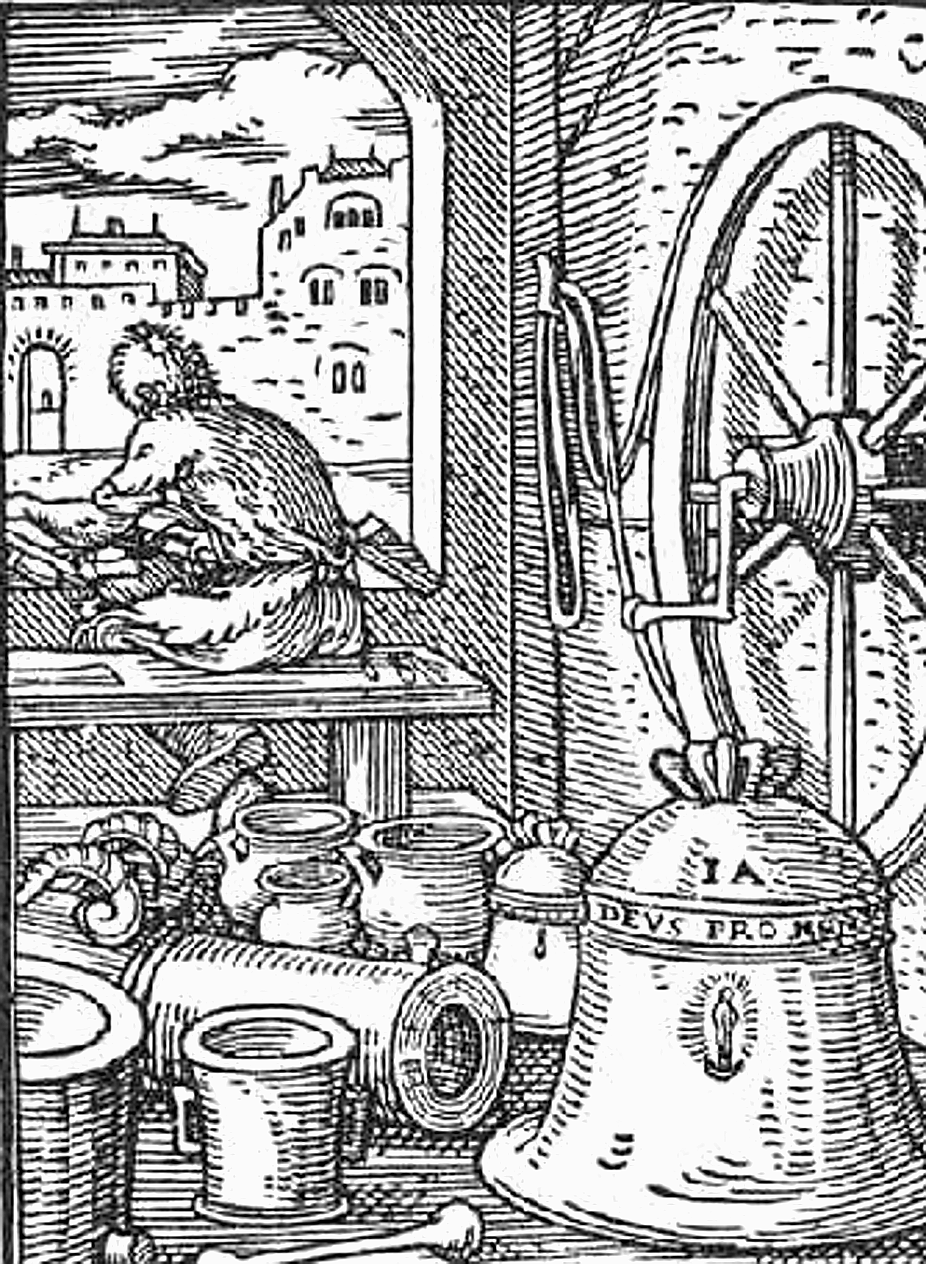
Pracownia ludwisarska z 1568 r.

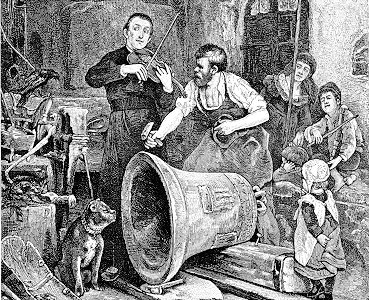
Strojenie dzwonu

Początkowo dzwony były odlewane przez mnichów, szczególnie ze sztuki ich odlewania znani byli benedyktyni. Jeden z nich, Teofil Prezbiter, w 1110 napisał dzieło Diversarum Artium Schedula, w którym zawarł zasady wytwarzania dzwonów. Na przełomie XIII/XIV w. rzemieślnicy świeccy wypierają odlewnictwo klasztorne. Ludwisarstwo było wówczas zawodem wędrownym, dzwonoleje wędrowali od kościoła do kościoła, by na miejscu realizować zamówienia w prymitywnych warunkach. W tym czasie ludwisarze zaczynają odlewać również lufy armatnie, płyty nagrobne, chrzcielnice, moździerze i drobne przedmioty użytku domowego. W XV w. ludwisarstwo wędrowne zanika i powstają pierwsze stałe warsztaty. Najbardziej znane ludwisarnie w Polsce działały w Przemyślu, Gdańsku, Krakowie, Warszawie, Toruniu, Lwowie oraz w Wilnie. Okres świetności przypadł na epokę renesansu, gdy powstawały największe i najdoskonalsze dzieła sztuki odlewniczej. Najbardziej znanym ludwisarzem był twórca Zygmunta, Hans Beham, a szczególne uznanie w Polsce i Europie znalazły dzwony gdańskie, pochodzące z ludwisarni Beninghów (XVI w.).
Zawód ludwisarza przetrwał do dzisiaj. Na terenie Polski funkcjonuje obecnie kilka warsztatów, które nadal odlewają dzwony tradycyjnymi metodami. Do najstarszych i najsłynniejszych należą ludwisarnie Felczyńskich działające od roku 1808.

### Technika odlewania dzwonów
Współczesne dzwony odlewa się z brązu, czyli stopu miedzi i cyny (w ludwisarni Felczyńskich – 77% Cu i 23% Sn). Czasami używa się spiżu, który jest odmianą brązu, lub innych metali, jak aluminium, stal czy nawet złoto. Dokładny skład chemiczny stopu dzwonnego zawsze otoczony był tajemnicą, przekazywaną z pokolenia na pokolenie.
Proces produkcji rozpoczyna się od przygotowania formy, która składa się z trzech części: rdzenia, dzwonu fałszywego i kapy. Rdzeń (czyli wewnętrzny profil dzwonu) wykonuje się z gliny, dzwon fałszywy z gliny pokrytej łojem. Na dzwonie fałszywym umieszcza się ozdoby i ornamenty wykonane z wosku. Płaszcz (zewnętrzną formę) wykonuje się ponownie z gliny. Następuje proces wypalania, podczas którego łój i wosk wytapia się, pozostawiając między trzema częściami formy wolne miejsce.
Po rozdzieleniu trzech części dzwon fałszywy niszczy się, a po złożeniu rdzenia z kapą powstaje puste miejsce, które zalewa się płynnym metalem. Dzwon stygnie od dwóch do kilkunastu dni zakopany w ziemi. Po wydobyciu z ziemi i zniszczeniu formy jest czyszczony, polerowany i złocony. Ostatnim etapem jest okucie dzwonu, czyli sztywne połączenie z jarzmem.

## Zastosowania dzwonów

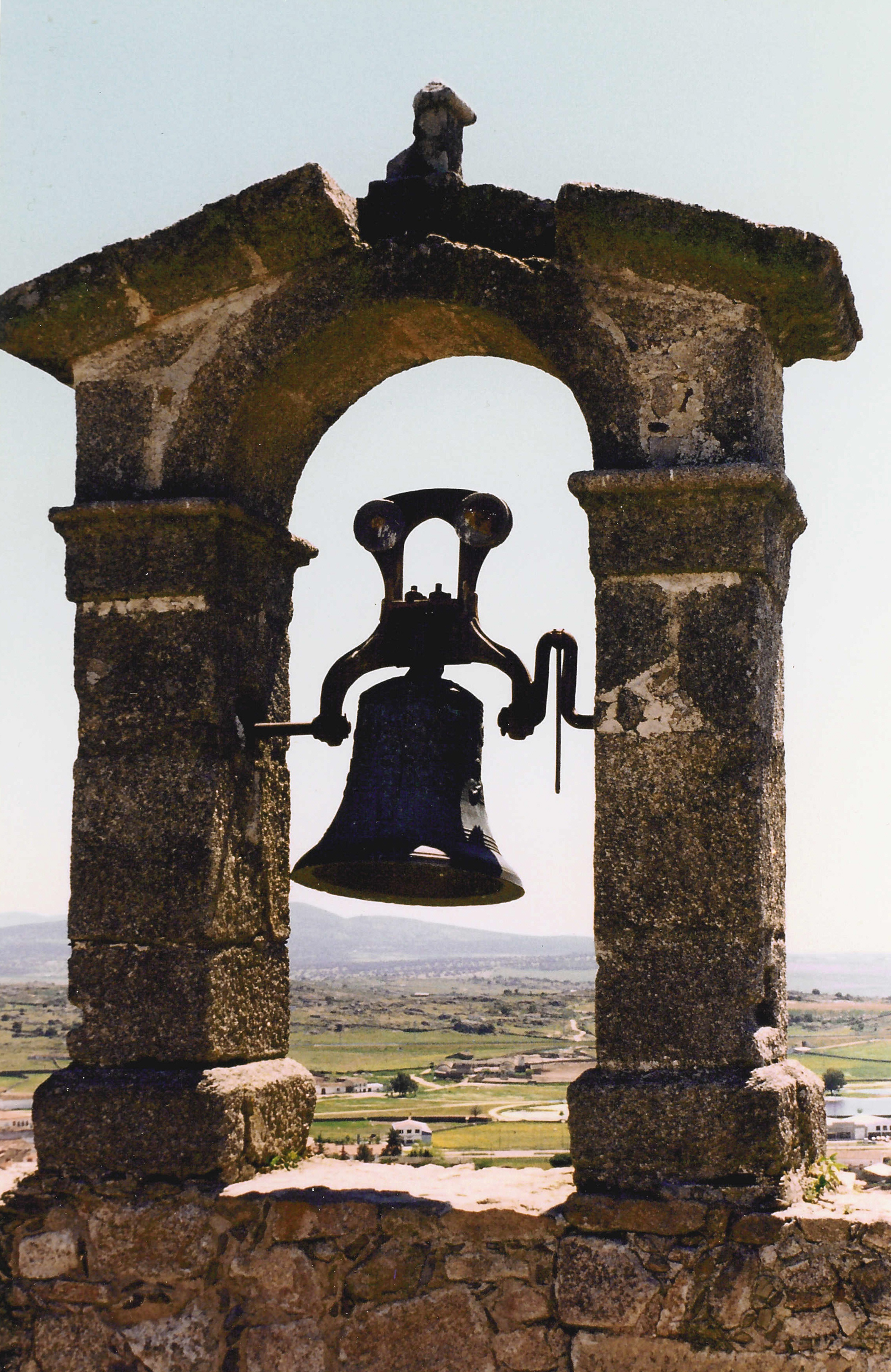
Dzwony obok funkcji liturgicznych stosowane były również do sygnalizacji

W krajach chrześcijańskich dzwony pełnią ważną funkcję religijną, wzywają na nabożeństwa i do modlitwy, uświetniają swoim dźwiękiem uroczystości i święta. Niewielkie dzwonki mszalne, o wysokim tonie, wykorzystywane są w kościołach podczas liturgii.
Jednak dzwonów i dzwonków używano nie tylko w celach religijnych. W IX w. były zawieszane na specjalnych wieżach i pełniły funkcję sygnalizacyjną. W średniowieczu bito w dzwony w czasie egzekucji, a skazańcom wieszano małe dzwonki na szyjach. Dzwony ostrzegały przed najazdem wroga, biły na trwogę podczas pożarów, głosiły śmierć i narodziny władców. Małe dzwonki pojawiały się na szatach dostojników kościelnych i czapkach błaznów. W Tybecie zawieszane na ścianach pełnią funkcję młynków modlitewnych.
Ze względu na przeznaczenie instrumenty te można podzielić na kilka grup:
1. dzwony kościelne, klasztorne i cmentarne pełniły funkcje religijne;
2. dzwony zegarowe i sygnalizacyjne – ratuszowe, zamkowe, zegarowe, pożarowe i folwarczne odmierzały czas i stosowane były do sygnalizacji. Na statkach i okrętach stosowane są dzwony okrętowe (sygnalizacyjne i mgłowe), w sądach używane są dzwonki do uciszania sali, w szkołach – do odmierzania czasu lekcji i przerw. Dzwony drogowe ostrzegają na przejazdach kolejowo–drogowych;
3. małe dzwonki domowe służyły do wzywania służby i informowały o posiłkach. Stosowane są nadal w sklepach, jak również jako ozdobę uprzęży (janczary) i zakłada zwierzętom (dzwonki pasterskie)[19]. Dzwonki pamiątkowe są sprzedane jako gadżety, mające stanowić pamiątkę lub reklamę danej miejscowości czy regionu.

## Inskrypcje i dekoracje na dzwonach kościelnych

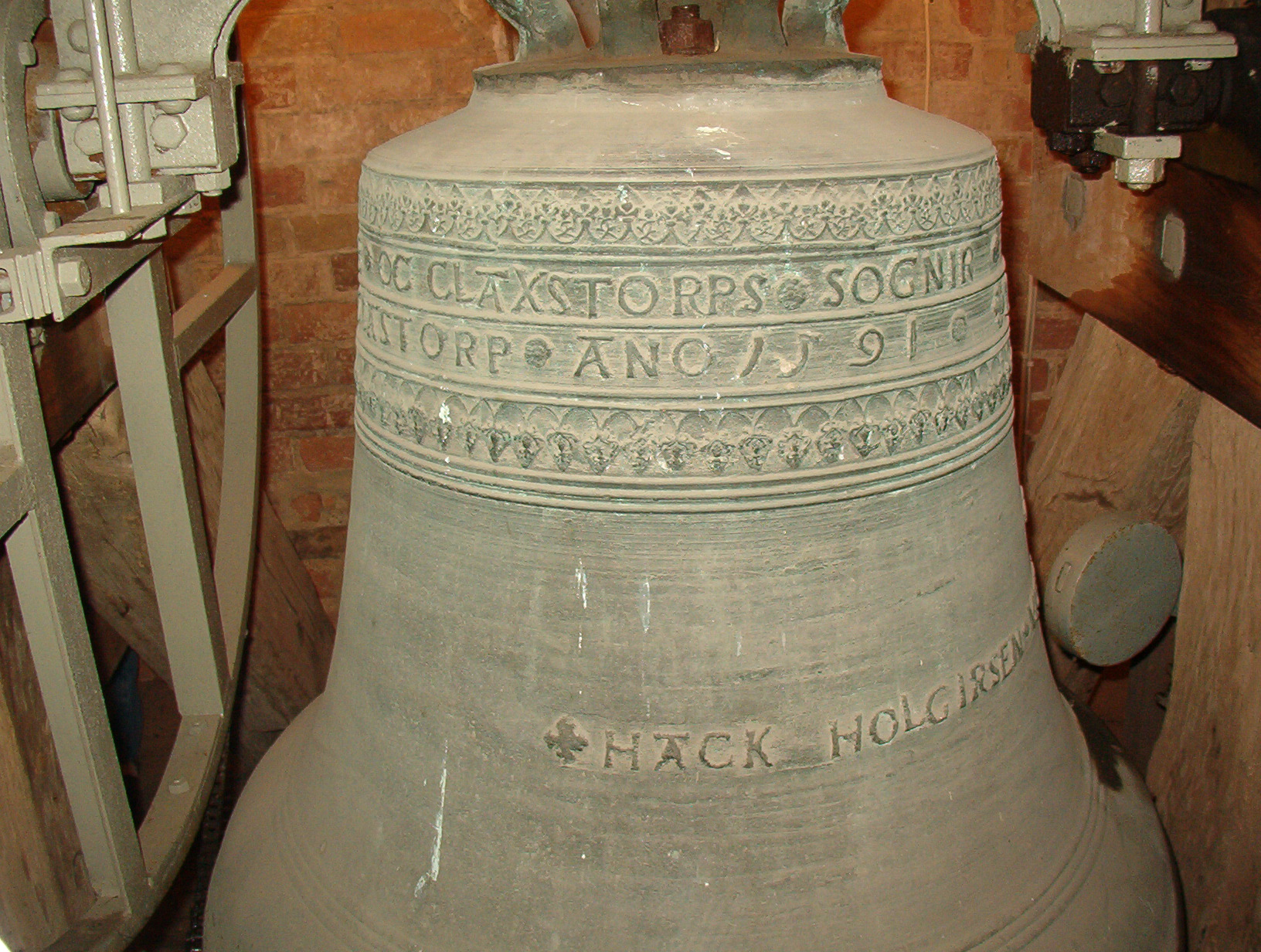
Bogaty w inskrypcje i ozdoby dzwon z 1591 r.

Wczesne dzwony kościelne nie posiadały żadnych ozdób i inskrypcji. Pierwsze zdobienia i napisy pojawiły się na dzwonach w XI wieku. Były to sentencje biblijne, imiona patronów i świętych oraz formuły modlitewne. Napisy wykonywano w języku łacińskim, najpopularniejsza formuła brzmiała „O rex gloriae Christe veni cum pace”. Język polski pojawił się w inskrypcjach dzwonnych dopiero w XV w. Początkowo były to elementy ryte, wykonywane na formie odlewniczej, więc na gotowym dzwonie były wypukłe.
Obok inskrypcji pojawiały się również ozdoby. Były to ornamenty roślinne, arabeski oraz płaskorzeźby; szczególnie popularny był motyw Ukrzyżowania. W renesansie obok elementów religijnych pojawiają się świeckie: imiona fundatorów, daty odlania, znaki (gmerki) i imiona ludwisarzy oraz sentencje i napisy, informujące o funkcjach instrumentu, np. „Vivos voco, mortuos plango, fulgura frango”.

## Dzwony w kulturze

### Starożytność
W starożytnych Chinach, począwszy od epoki Zhou (1122–770 p.n.e.), dzwony pełniły standardową funkcję instrumentu. Ich pięciostopniowa skala muzyczna odpowiadała pięciu elementom boskich osobowości. W świecie antyku pojawiają się funkcje sygnalizacyjne, dzwony informują o otwarciu i zamknięciu termy lub targu, ostrzegają przed zagrożeniem. Umieszczane są na drzwiach, by sygnalizować mieszkańcom o przybyciu gości (Pompeje).
Dzwonom i dzwonkom zaczęto przypisywać moc niezwykłą, nawet magiczną. Według starożytnych cechy te posiadał spiż, stanowiący najważniejszy materiał, z którego powstawały instrumenty. Wierzono, że dźwięk spiżu jest głosem bogów. Asyryjczycy za pomocą dzwonów świątynnych wypędzali demony, małe dzwonki zawieszone na szyi i szatach miały odpędzać zło i przynosić szczęście. Rzymianie umieszczali na okrętach po dwa dzwony, na dziobie i rufie. Ich zadaniem było odstraszanie morskich potworów. Dzwonki zawieszane na szyjach dzikich zwierząt miały świadczyć o ich obłaskawieniu. Wierzono, że niezwykły dźwięk dzwonu zapewnia żyjącym łączność ze światem zmarłych, np. na wyspie Santos w VII w. p.n.e. dzwony używano w trakcie ceremonii pogrzebowych i uroczystości ku czci zmarłych. Etruskowie wieszali je na grobach królów.

### Średniowiecze

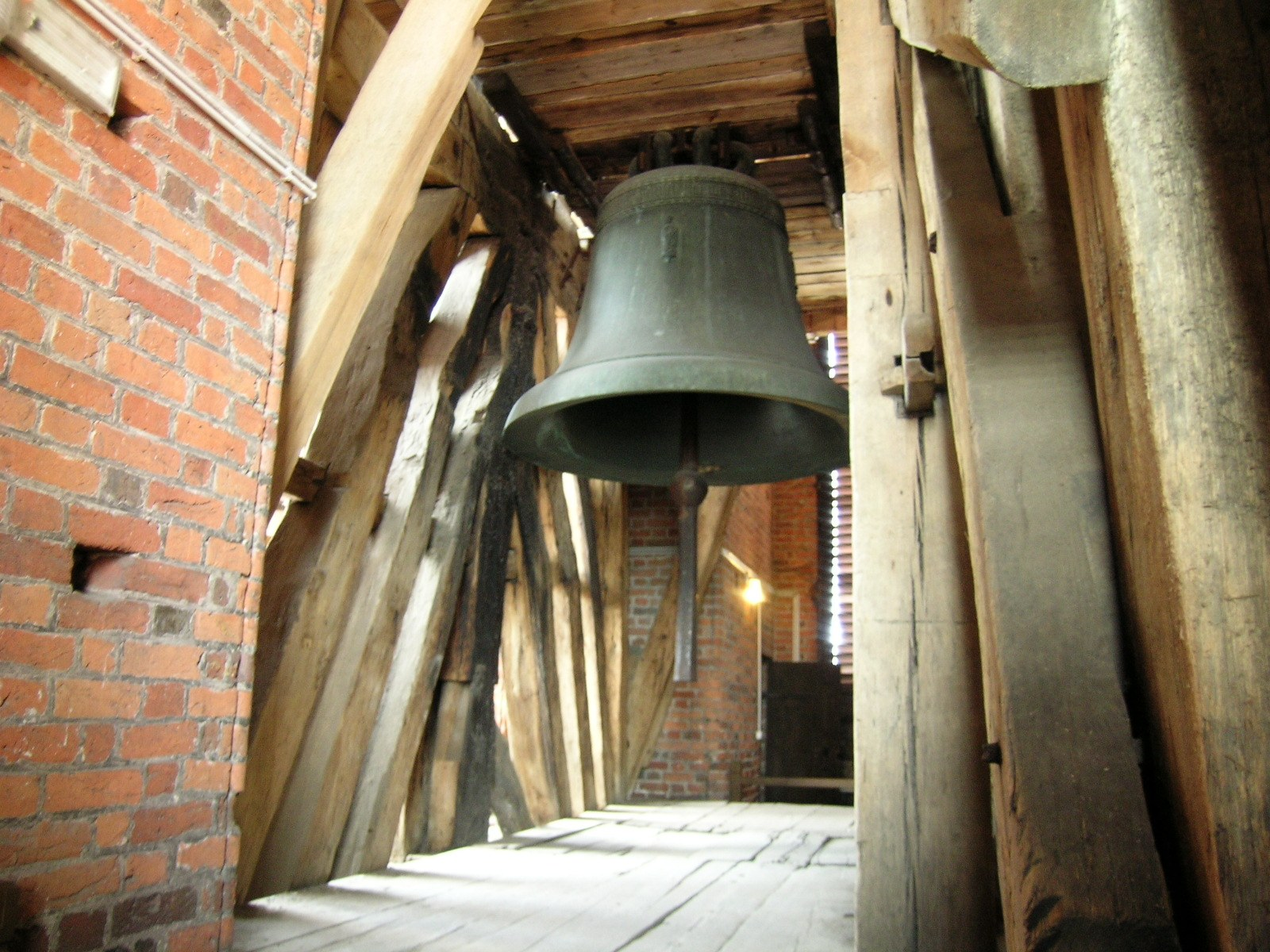
Dzwon Tuba Dei w Toruniu

Rytuał poświęcania dzwonów i nadawania im imion, wprowadzony w X w. przez papieża Jana XIII, sprawił, że dzwony z prostych narzędzi sygnalizacyjnych przeistoczyły się w pośrednika między człowiekiem a Bogiem, tym samym wkroczyły do sfery sacrum, nastąpiła ich personifikacja.

„Analiza rytuału poświęcenia dzwonów ujawnia koncepcję analogiczną do roli brązu sakralnego, który powinien przyzywać błogosławieństwo i odpędzać demony od świątyni i miejsc zamieszkania, a w szczególności oddalać burze i wichry”.

Podobnym celom służyły również napisy i dekoracje na dzwonach, których treść niesiona jest przez dźwięki wydawane przez instrument. 

„Z tego punktu widzenia dzwon odgrywa w naszej kulturze rolę analogiczną do młynka modlitewnego używanego na obszarze Tybetu. Obracane przez przechodniów młynki „rozpylają” teksty modlitw w powietrzu i uświęcają nimi przestrzeń”.

{{Cytat}} Linki zewnętrzne: "źródło".
Wyznaczające rytm życia, odmierzające czas pracy i modlitwy, dzwony służyły także do wyrażania radości, smutku i triumfu. Towarzyszyły człowiekowi od narodzin do śmierci. Brak ozdób i surowość formy instrumentów średniowiecznych nawiązywał do strojów ówczesnego duchowieństwa. Język dzwonu był językiem ponad podziałami, stał się Tuba Dei – Trąbą Bożą, pełniącą rolę szczególnego kaznodziei. Dzwony, umieszczone na wysokich wieżach gotyckich, były niedostępne dla oczu przeciętnego słuchacza, musiały tym samym wprowadzać wrażenie wzniosłości i cudowności, wpływając na świadomość odbiorców przekazu.

### Współczesność

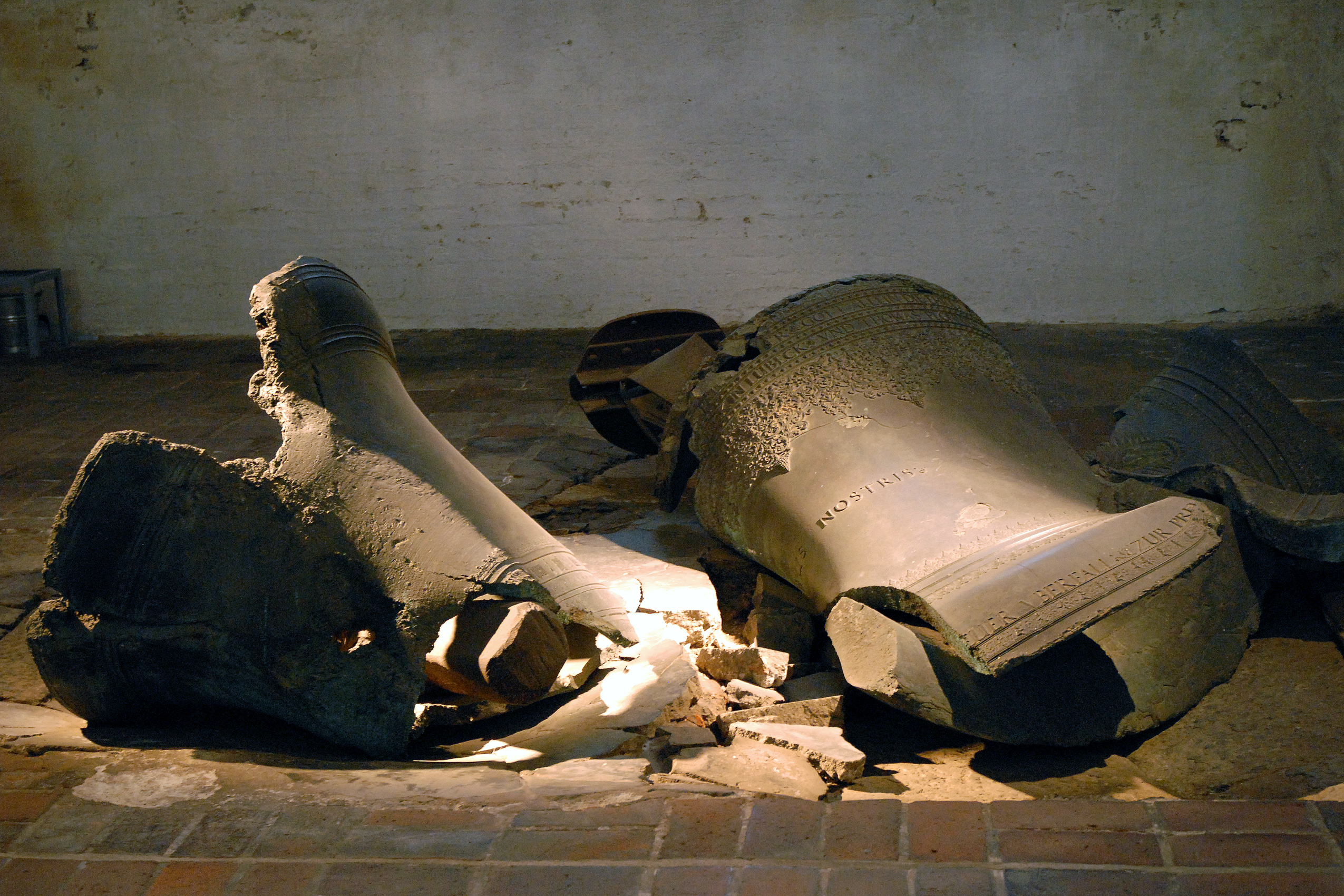
Dzwony kościoła Mariackiego w Lubece, zniszczone podczas nalotów w 1942 r.

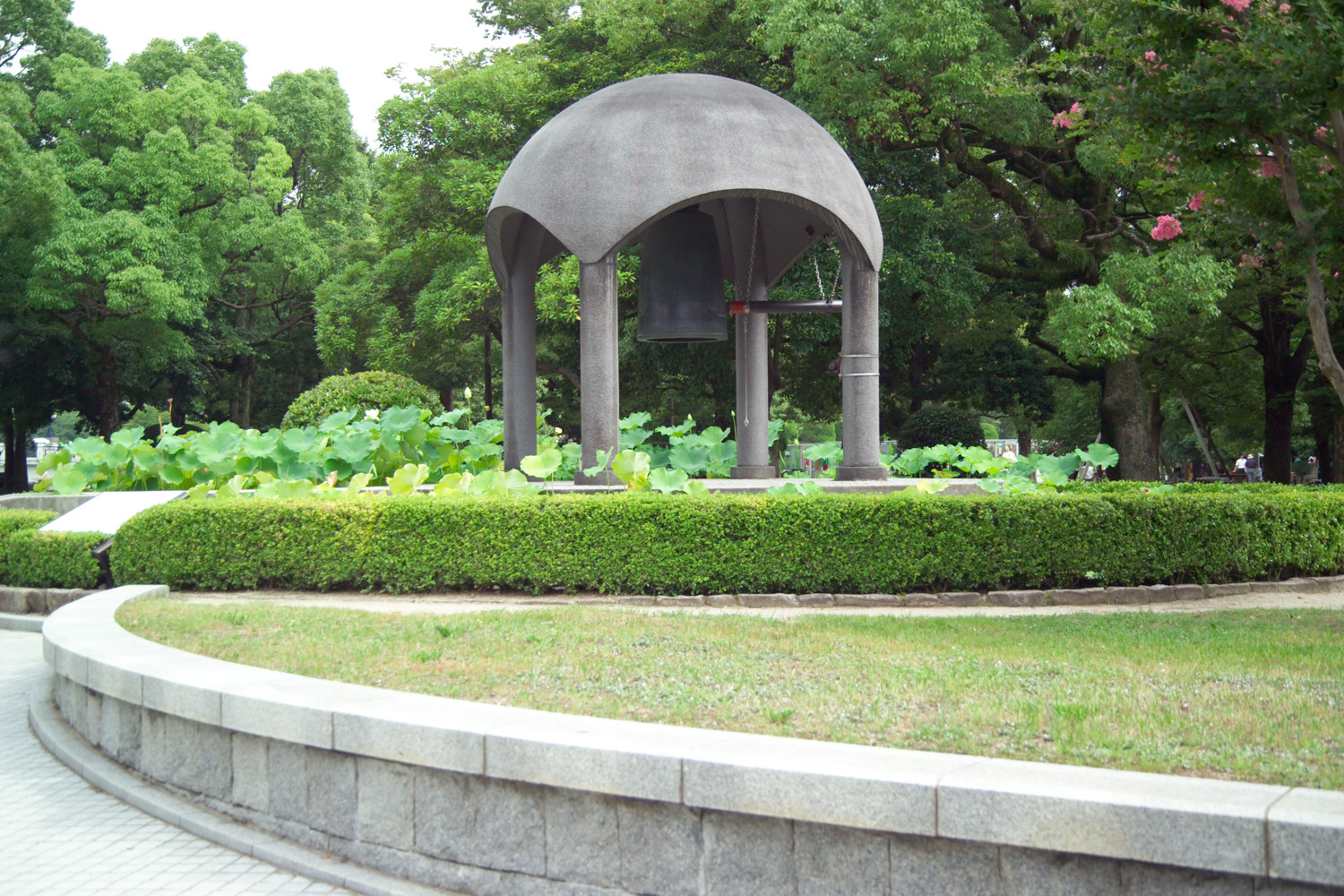
Dzwon Pokoju w Hiroszimie

Obok tradycyjnych funkcji i zastosowań dzwonów w XX w. pojawiły się instrumenty pełniące funkcje pomników. W 1949 r. w Hiroszimie zawieszono Dzwon Pokoju, którego dźwięki co roku przypominają ofiary ataku atomowego na Hiroszimę i Nagasaki w 1945 roku. Identyczne dzwony w liczbie pięciu zawieszono w Japonii, a piętnaście kolejnych podarowano innym miastom na świecie, zniszczonym w czasie wojny, w tym Warszawie (Dzwon Pokoju w Warszawie wisiał w latach 1989–2002 na Mokotowie). Podobną funkcję pełni dzwon na terenie obozu zagłady w Buchenwaldzie oraz zniszczone w czasie nalotu w 1942 dzwony kościoła Mariackiego w Lubece.
W Poznaniu znajduje się Dzwon Pokoju i Przyjaźni Między Narodami. Umieszczono go na terenie dawnego pruskiego Fortu Winiary (obecnie Park Cytadela). Obok znajduje się cmentarz żołnierzy radzieckich i lotników brytyjskich, którzy zginęli w walkach o Poznań w 1945 roku.